# Traci Lind
Pour les articles homonymes, voir Lind.
Traci Lind est une actrice et productrice américaine, née le 1er avril 1968 à Louisville, dans le Kentucky (États-Unis).

## Filmographie

### Comme actrice

#### Cinéma
- 1986 : My Little Girl (en) de Connie Kaiserman : Alice
- 1987 : A Tiger's Tale (en) de Peter Douglas : Penny
- 1988 : Moving (en) de Alan Metter : Natalie
- 1988 : Survival Quest de Don Coscarelli : Olivia
- 1988 : Vampire, vous avez dit vampire ? 2 (Fright Night Part 2) de Tommy Lee Wallace : Alex
- 1988 : Spellcaster (en) de Rafal Zielinski : Yvette
- 1990 : Class of 1999 de Mark L. Lester : Christie Langford
- 1990 : La Servante écarlate (The Handmaid's Tale) de Volker Schlöndorff : Janine / Ofwarren
- 1991 : The Voyager (Homo Faber) de Volker Schlöndorff : Charlene
- 1991 : No Secrets de Dezsö Magyar : Sam
- 1991 : Bugsy de Barry Levinson : Natalie St. Clair
- 1993 : My Boyfriend's Back de Bob Balaban : Missy McCloud
- 1994 : Aux bons soins du docteur Kellogg (The Road to Wellville) de Alan Parker : Infirmière Irène Graves
- 1997 : Red Meat de Allison Burnett (en) : Connie
- 1997 : The End of Violence de Wim Wenders : Cat
- 1997 : Manipulations (No Strings Attached) de Josef Rusnak : Sara Robbins
- 1997 : Cadillac de Andrew Frank : Missy
- 1997 : Kiss & Tell (en) de Jordan Alan : Molly's Roommate

#### Télévision

##### Téléfilms
- 1986 : Club Med de Bob Giraldi : Simone LaFontanne
- 1987 : Casanova de Simon Langton : Heidi
- 1988 : Life on the Flipside de Jeff Melman : Better Bea Day
- 1990 : Haut comme le ciel (Sky High) de James Fargo et James Whitmore Jr.  : Dawn
- 1993 : Mannequin le jour (Model by Day) de Christian Duguay : Jae
- 1996 : Code Name: Wolverine de David Jackson : Monica Gordini

##### Séries télévisées
- 1984 : Ryan's Hope : Pru Shepherd
- 1987 : Fame : Joanna (saison 6, épisode 18)
- 1987 : 21 Jump Street : Nadia (saison 1, épisode 2)
- 1987 : CBS Schoolbreak Special : Susan Atherton (saison 4, épisode 6)
- 1987 : La Malédiction du loup-garou (Werewolf) : Chrissy (saison 1, épisode 13)
- 1988 : Ohara (en) : Amy Allen (saison 2, épisode 17)
- 1988 : CBS Summer Playhouse : Sharon (saison 2, épisode 12)

### comme productrice
- 1997 : Red Meat de Allison Burnett (en)

## Voix françaises
- Frédérique Cantrel dans 21 Jump Street (1987)
- Brigitte Berges dans Vampire, vous avez dit vampire ? 2 (1988)
- Malvina Germain dans Class of 1999 (1990)
- Virginie Ogouz dans Aux bons soins du docteur Kellogg (1994)